# John Barnes (piłkarz)
John Charles Bryan Barnes (ur. 7 listopada 1963, w Kingston) – angielski piłkarz jamajskiego i trynidadzkiego pochodzenia grający na pozycji pomocnika (lewoskrzydłowego), reprezentant kraju, trener, komentator sportowy.
Reprezentował barwy FC Watford, FC Liverpoolu (dwukrotny mistrz Anglii, dwukrotny zdobywca Pucharu Anglii, zdobywca Puchar Ligi Angielskiej, trzykrotny zdobywca Tarczy Wspólnoty), Newcastle United oraz Charltonu Athletic. Z reprezentacją Anglii dwukrotnie uczestniczył w mistrzostwach świata (1986, 1990) oraz w mistrzostwach Europy 1988. Był także nagradzany indywidualnie: Piłkarz roku w Anglii według PFA, dwukrotnie Piłkarz Roku w Anglii według FWA, trzykrotnie wybierany do Drużyny Roku First Division według PFA, w 2005 roku wybrany do Galerii Sław Angielskiej Piłki Nożnej, w 2007 roku wybrany do Drużyny Stulecia PFA (1977–1996), Najlepszy lewonożny piłkarz według dziennika The Times (wyprzedzając Jimmy’ego Greavesa i Chrisa Waddle’a). Był także doceniany w FC Liverpoolu: w 2006 roku zajął 5. miejsce w głosowaniu kibiców na ulubionego zawodnika (za Kennym Dalglishem, Stevenem Gerrardem, Ianem Rushem oraz Robbie Fowlerem), w 2007 roku miesięcznik FourFourTwo został go najlepszym piłkarzem klubu wszech czasów. Często dla miesięcznika FourFourTwo wybiera drużynę najlepszych zawodników, jakichkolwiek widział lub z jakimikolwiek grał wraz z innymi wybitnymi piłkarzami, takimi jak m.in.: Peter Beardsley, Jamie Carragher, Steve McManaman, Michael Owen, Ian Wright. Odznaczony Orderem Imperium Brytyjskiego (1998).
Jako trener prowadził Celtic Glasgow, reprezentację Jamajki (Puchar Karaibów 2008) oraz Tranmere Rovers.

## Wczesne życie
John Barnes urodził się w Kingston na Jamajce jako syn żołnierza i piłkarza reprezentacji Jamajki – Kena (1935–2009) oraz Frances Jeanne (z d. Hill). Imię otrzymał na cześć słynnego walijskiego piłkarza – Johna Charlesa. Pierwsze lata dzieciństwa spędził mieszkając w największej bazie wojskowej na Jamajce (tam uczył się grać w piłkę nożną), żyjąc w dyscyplinie, gdyż jego ojciec – Ken Barnes, który pochodził z Port-of-Spain – stolicy Trynidadu i Tobago, był żołnierzem jednostki piechoty British Army – West India Regiments, który w 1956 roku wyemigrował do Jamajki. Po odzyskaniu w 1962 roku przez kraj niepodległości, wstąpił do nowo utworzonej jednostki wojskowej – Jamaica Defence Force, w którym najpierw był dowódcą 1. Batalionu Jamaica Regiment. W 1973 roku został awansowany na pułkownika, a w latach 1976–1981 był doradcą ds. obrony w High Comission of Jamaica w Londynie, w związku z czym przeniósł się wraz z rodziną do tego miasta, a w 1989 roku przeszedł na emeryturę. W międzyczasie był półprofesjonalnym zawodnikiem klubu National Premier League oraz kapitanem reprezentacji Jamajki. Potem był prezesem Jamajskiego Amatorskiego Związku Pływackiego, a następnie utworzył reprezentację narodową w bobslejach. Był także wielkim fanem squasha oraz zachęcał syna do uprawiania tej dyscypliny sportu.
Tam Barnes grał w rugby najpierw w St Marylebone Grammar School, a następnie przez krótki okres w Haverstock School w Camden Town. Następnie w latach 1977–1981 grał w młodzieżowej drużynie piłkarskiej – Stowe Boys Club w Paddington, występującej wówczas w Middlesex League.

## Kariera

### FC Watford
John Barnes następnie przeniósł się do młodzieżowej drużyny FC Watford U-18, a 14 lipca 1981 roku podpisał profesjonalny kontrakt z klubem, w którym grał do końca sezonu 1986/1987 oraz rozegrał 233 mecze ligowe, w których zdobył 65 goli. W klubie zadebiutował 5 września 1981 w zremisowanym 1:1 meczu u siebie z Oldham Athletic. Już w sezonie 1981/1982 stał się podstawowym zawodnikiem klubu pod wodzą trenera – Grahama Taylora (36 meczów, 13 goli), z którym awansował do First Division po zajęciu 2. miejsca w Second Division, tuż za FC Luton Town, natomiast w sezonie 1982/1983 zdobył wicemistrzostwo Anglii, mając 11 punktów straty do triumfatora rozgrywek – FC Liverpoolu. W sezonie 1983/1984 dotarł do finału Pucharu Anglii, w którym 19 maja 1984 roku na Stadionie Wembley w Londynie przegrał 2:0 z Evertonem Liverpool, a w sezonie 1986/1987 dotarł do półfinału Pucharu Anglii, w którym 11 kwietnia 1987 roku na Villa Park w Birmingham przegrał 4:1 z Tottenhamem Hotspur.

### FC Liverpool
Pod koniec sezonu 1986/1987 Graham Taylor po 10 latach pracy w FC Watford odszedł z klubu do Aston Villa Birmingham, natomiast nowy trener Szerszeni – Dave Bassett, czując, że może utracić tak cennego zawodnika, jak Barnes, dał wolną rękę trenerowi Manchesteru United – Alexowi Fergusonowi w podpisaniu kontraktu z zawodnikiem, jednak trener Czerwonych Diabłów zdecydował się na duńskiego lewoskrzydłowego – Jespera Olsena, jednak przyznał później, że żałował decyzji o odrzuceniu Barnesa, który za 900 000 funtów brytyjskich przeszedł do FC Liverpoolu, z którym Barnes odnosił największe sukcesy w karierze piłkarskiej, a Alex Ferguson na pierwsze trofeum czekał do 1990 roku (Puchar Anglii), a na pierwsze mistrzostwo Anglii do sezonu 1992/1993 (pierwszy sezon Premier League).
Drużynę The Reds, których trenerem był wówczas Kenny Dalglish, oprócz Barnesa w sezonie 1987/1988 zasilili: John Aldridge, Peter Beardsley oraz Ray Houghton. Barnes w drużynie The Reds zadebiutował 15 sierpnia 1987 roku w wygranym 2:1 meczu ligowym u siebie z Arsenalem Londyn, a w 9. minucie meczu Barnes wraz z Peterem Beardsleyem miał udział w zdobyciu przez Johna Aldridge’a gola na 1:0. Natomiast pierwszego gola dla klubu Barnes zdobył 12 września 1987 roku w wygranym 2:0 meczu u siebie z Oxford United. Już w swoim pierwszym sezonie w klubie – 1987/1988, w którym The Reds nie przegrali przez pierwsze 29 meczów, zdobył mistrzostwo Anglii oraz 15 golami był drugim najlepszym strzelcem klubu w sezonie, tuż Johnem Aldridgem (26 goli). Klub w całym sezonie przegrał tylko 2 mecze ligowe (w tym 2 kwietnia 1988 roku 2:1 na wyjeździe z Nottingham Forest). 13 kwietnia 1988 roku Barnes, John Aldridge, Peter Beardsley oraz Ray Houghton odegrali kluczową rolę w wygranym 5:0 meczu u siebie z Nottingham Forest, określonym przez Toma Finneya jako jeden z najlepszych meczów, jaki kiedykolwiek w życiu widział. Stwierdził również, że nawet w Brazylii nie widział takiego meczu. Według niego tacy zawodnicy, jak Barnes, pojawiają się raz w życiu. W tym samym roku wraz z klubowymi kolegami wykonał piosenkę pt. „Anfield Rap” (3. miejsce w UK Singles Chart), wykonaną przed finałem Pucharu Anglii, w którym 14 maja 1988 roku na Stadionie Wembley w Londynie, The Reds niespodziewanie przegrali 0:1 z FC Wimbledon, a 20 sierpnia 1988 roku po wygraniu 2:1 z tym samym klubem, na tym samym stadionie zdobyli Tarczę Wspólnoty 1988. Barnes został wybrany do Drużyny Roku First Division według PFA oraz w tym samym roku Barnes został wybrany Piłkarzem roku w Anglii według PFA oraz FWA.
Latem 1988 roku ponownie do klubu przeszedł Ian Rush. Po tragedii na Hillsborough, 15 kwietnia 1989 roku, w której zginęło 96 kibiców The Reds, Barnes uczestniczył w kilku pogrzebach ofiar oraz odwiedzał rannych w szpitalu, rezygnując z udziału w międzypaństwowym turnieju towarzyskim Rous Cup 1989 oraz z udziału w meczu eliminacyjnym mistrzostw świata 1990 z reprezentacją Albanii (5:0), rozegranego na Stadionie Wembley w Londynie. Klub w sezonie 1988/1989 zdobył Puchar Anglii po wygranej 3:2 po dogrywce z lokalnym rywalem – Evertonem Liverpool w finale rozegranym 20 maja 1989 roku na Stadionie Wembley w Londynie, w którym decydujące gole zdobywał Ian Rush w 92. i 104. minucie po akcjach Barnesa. 26 maja 1989 roku, w decydującym meczu klub przegrał 2:0 u siebie z Arsenalem Londyn, po decydującym golu w Michaela Thomasa w 92. minucie, który 17 sekund wcześniej przejął piłkę po jej utracie przez Barnesa podczas próby przedbryblowania Kevina Richardsona, w wyniku czego The Reds stracili tytuł mistrzowski i musiało zadowolić się wicemistrzostwem Anglii. 12 sierpnia 1989 roku po wygranej 0:1 z Arsenalem Londyn, The Reds po raz drugi z rzędu zdobyło Tarczę Wspólnoty 1989.
Sezon 1989/1990 był w najlepszym w karierze Barnesa. W 34 meczach ligowych zdobył 22 gole (najwięcej w swoim ligowym sezonie oraz 4 gole więcej od Iana Rusha) oraz zdobył drugie w swojej karierze mistrzostwo Anglii, a także został wybrany do Drużyny Roku First Division według PFA oraz Piłkarzem Roku w Anglii według FWA. Świetna forma Barnesa wiązała się z wysokimi oczekiwania selekcjonera reprezentacji Anglii – Bobby’ego Robsona przed mistrzostwami świata 1990 we Włoszech (4. miejsce na turnieju). Według Petera Beardsleya był najlepszym piłkarzem końca lat 80., z jakimkolwiek grał oraz przez 3–4 lata najlepszym piłkarzem świata. 18 sierpnia 1990 roku The Reds zremisowało 1:1 z Manchesterem United na Stadionie Wembley w Londynie, w związku z czym obie drużyny dzieliły się trofeum, przez pół roku każda. Klub po tym triumfie w ligowych rozgrywkach miał kilku godnych siebie przeciwników: Arsenal Londyn, Blackburn Rovers, Leeds United i Manchester United.
W sezonie 1990/1991 Barnes w 35 meczach ligowych zdobył 16 goli, a The Reds zdobyło wicemistrzostwo Anglii, po czym Kenny Dalglish zrezygnował z funkcji trenera klubu i został zastąpiony przez Graeme’a Sounessa. Barnes został wybrany do Drużyny Roku First Division według PFA. FC Liverpool po 6 latach ponownie wystąpił w europejskich pucharach, po w 1990 roku zniesieniu zakazu uczestnictwa wszystkich angielskich klubów w rozgrywkach tej rangi po tragedii na Heysel w 1985 roku. Był to zarazem pierwszy sezon Barnesa w tych rozgrywkach od sezonu 1983/1984, kiedy to w barwach FC Watford grał w Pucharze UEFA. W sezonie 1991/1992 z powodu licznych kontuzji rozegrał zaledwie 12 meczów ligowych, w których zdobył 1 gola, a The Reds zakończyli rozgrywki ligowe na 6. miejsce – najniższe miejsce drużyny od dwóch dekad, a także pierwszy raz od 1981 roku bez mistrzostwa lub wicemistrzostwa Anglii. 9 maja 1992 roku The Reds zdobył Puchar Anglii po wygranej 2:0 z AFC Sunderland w finale rozegranym na Stadionie Wembley w Londynie (Barnes nie grał z powodu kontuzji). Kontuzja wykluczyła również Barnesa z udziału w mistrzostwach Europy 1992 w Szwecji (doznał jej 3 czerwca 1992 roku w Helsinkach podczas meczu towarzyskiego z reprezentacją Finlandii (2:1), w wyniku której w 12. minucie został zastąpiony przez Paula Mersona). Kontuzja trwała 5 miesięcy, po czym już nigdy nie odzyskał ogromnej szybkości, która była kluczowym elementem gry Barnesa oraz już nigdy nie wrócił do wysokiej formy, jaką prezentował przez ostatnie lata.
Barnes oraz kilku starszych zawodników The Reds nie miało najlepszych relacji z trenerem Graeme Sounessem, który szybko narzucał swoje nowe metody szkoleniowe (twarda dyscyplina, zwiększona presja podczas treningu), co nie podobało się starszym zawodnikom. Barnes musiał nawet kiedyś przeprosić trenera The Reds po udzieleniu wywiadu, w którym krytykował jego taktykę przed jednym z ważnym meczów. Według młodego wówczas zawodnika The Reds – Robbiego Fowlera, trener The Reds czuł, że Barnes najlepsze lata ma już za sobą, jednak zdaniem młodego wówczas zawodnika wciąż był jednym z najlepszych zawodników klubu, stanowiący o jego sile. Według Graeme’a Sounessa Barnes z powodu kontuzji przejął rolę „mniej wymagającego” środkowego pomocnika, w przeciwieństwie do skrzydłowego strzelającego gole, jednak pomimo skutków kontuzji nadal był uważany za jednego z najlepszych zawodników w klubie i w Anglii, a także to, że zachował swoją jakość na piłce, dobrze ją wykorzystując i rzadko tracąc jej posiadanie. Innego zawodnik The Reds – Mark Walters, który grał pod wodzą Graeme’a Sounessa w szkockim Glasgow Rangers, został sprowadzony do drużyny The Reds jako dubler Barnesa, jednak nie zdołał go zastąpić.
W sezonie 1994/1995 forma była lepsza, mimo gry na środku pomocy. We wszystkich 38 meczach ligowych zdobył 7 goli (9 we wszystkich rozgrywkach). The Reds z Barnesem i młodymi zawodnikami, takimi jak: Robbie Fowler, Steve McManaman oraz Jamie Redknapp, pod wodzą trenera Roya Evansa zdobyli Puchar Ligi Angielskiej 1994/1995 (wygrana w finale 2:1 z Bolton Wanderers, rozegranym 2 kwietnia 1995 roku na Stadionie Wembley w Londynie), dotarli do finału Pucharu Anglii 1995/1996 (przegrana w finale 0:1 z Manchesterem United po golu Érica Cantony w 85. minucie (drugi dublet w ciągu ostatnich trzech sezonów), rozegranym 11 maja 1996 roku na Stadionie Wembley w Londynie), a także 3. miejsce w Premier League w sezonie 1995/1996. Drużyna Spice Boys (potocznie młoda generacja The Reds) spotkała się z ostrą krytyką za noszenie kremowych garniturów Giorgio Armaniego podczas finału Pucharu Anglii 1995/1996. W sezonie 1995/1996 często pełnił funkcję kapitana The Reds, gdyż dotychczasowy kapitan drużyny – Ian Rush, stracił miejsce w podstawowym składzie na rzecz nowego zawodnika – Stana Collymore’a, a po odejściu walijskiego zawodnika z klubu, stał się stałym kapitanem klubu. Łącznie w sezonie 1996/1997 rozegrał 35 meczów ligowych, w których zdobył 4 gole (w tym 29 grudnia 1996 roku pamiętnego gola w 76. minucie w meczu wyjazdowym z FC Southampton), a The Reds zakończył rozgrywki ligowe na 4. miejscu, mimo prowadzenia w tabeli ligowej przez większą część pierwszej połowy sezonu (rozgrywki wygrał Manchester United).
Zdaniem debiutującego w styczniu 1997 roku w pierwszej drużynie The Reds Jamiego Carraghera, 33-letni wówczas Barnes, mimo iż, najlepsze lata miał już za sobą, nadal był najlepszym zawodnikiem klubu: „Technicznie rzecz biorąc, jest najlepszym zawodnikiem, z jakim kiedykolwiek trenowałem lub grałem, był świetny na obie stopy, obie były dokładnie takie same. Powiedziałbym, że jest najlepszym zawodnikiem, z jakim kiedykolwiek grałem (w tym Torres, Fowler, Owen). Barnes nigdy nie oddawał swoich strzałów – po prostu trafiali w róg. Rozmawiasz z zawodnikami z tej wspaniałej drużyny FC Liverpoolu i pytasz ich, kto był najlepszym piłkarzem, z którym grali i wszyscy mówią, że John Barnes” – skomentował.
13 sierpnia 1997 roku, po 10 latach spędzonych w klubie, w którym rozegrał 407 meczów, w których zdobył 108 goli, a także zdobył wszystkie krajowe trofea, odszedł z klubu na zasadzie wolnego transferu. Następcą Barnesa został Paul Ince, który przybył wówczas z włoskiego Interu Mediolan.

### Dalsza kariera
John Barnes po odejściu z FC Liverpoolu dostał ofertę transferu od trenera West Ham United – Harry’ego Redknappa. Barnes zgodził się dołączyć do drużyny Młotów, ale kiedy w ostatniej chwili zadzwonił do niego trener Newcastle United, były klubowy kolega i trener z FC Liverpoolu – Kenny Dalglish, zmienił zdanie i postanowił przejść do drużyny Srok, w której grał głównie z przodu oraz zastępował jej najlepszego zawodnika – Alana Shearera, który był kontuzjowany przez większość sezonu 1997/1998, w którym Barnes z 6 golami był najlepszym strzelcem drużyny Srok, która rozgrywki ligowe zakończyła na 13. miejscu, na co wpływ miała nieobecność Alana Shearera, a także odejście z klubu przed sezonem Petera Beardsleya oraz Les Ferdinanda, natomiast były kolega Barnesa z FC Liverpoolu – Ian Rush oraz Stuart Pearce już prezentowali formy, jaką mieli za najlepszych czasów. Stuart Pearce potem wyznał w swojej autobiografii pt. „Psycho”, iż czuł, że Barnes miał nadwagę przed dołączeniem do drużyny Srok, że on, jak i Ian Rush mieli mniejsze pragnienie sukcesu na tym etapie kariery, gdyż wygrali wszystko, co miało być ich przewagą. W tym samym sezonie Sroki dotarły do finału Pucharu Anglii, w którym 16 maja 1998 roku na Stadionie Wembley w Londynie, przegrały 2:0 z Arsenalem Londyn (4. finał Barnesa w karierze).
Na początku sezonu 1998/1999 po zwolnieniu Kenny’ego Dalglisha z funkcji trenera klubu, nowym trenerem klubu został słynny holenderski piłkarz – Ruud Gullit, który Barnesa i innych zawodników z czasów Kenny’ego Dalglisha i Kevina Keegana, takich jak m.in.: Rob Lee, Stuart Pearce odsunął od pierwszego składu drużyny Srok, tym Barnes przez kilka miesięcy grał w drużynie rezerw klubu. Ruud Gullit przyznał, iż Barnes był doskonały w treningu, że nie stracił swojej jakości oraz miał dobre tempo, jednak on wolał mieć własnych zawodników. Barnes i Gullit współpracowali ze sobą w zespole komentatorskim w telewizji ITV podczas mistrzostw świata 1998 we Francji, a w latach 80. i 90. rozegrali między sobą wiele międzynarodowych meczów, jednak nigdy nie byli przyjaciółmi. Mimo otrzymania zimą 1998 roku Orderu Imperium Brytyjskiego od królowej Wielkiej Brytanii – Elżbiety II, Barnes czuł, że w drużynie Srok jest już skreślony, w związku z czym 10 lutego 1999 roku odszedł z klubu, który w sezonie 1998/1999 dotarł do finału Pucharu Anglii, w którym 22 maja 1999 roku na Stadionie Wembley w Londynie, przegrał 2:0 z Manchesterem United. Łącznie w klubie rozegrał 27 meczów ligowych, w których zdobył 6 goli.
Następnym klubem w karierze Barnesa był ówczesny beniaminek Premier League – Charlton Athletic, do którego przeszedł na zasadzie wolnego transferu. Debiut w klubie zaliczył 13 lutego 1999 roku w wygranym 1:0 meczu u siebie z FC Liverpooleem. Łącznie w sezonie 1998/1999 rozegrał 12 meczów (w większości wychodząc z ławki rezerwowych), a klub zajmując 18. miejsce w rozgrywkach ligowych spadł do Division One, a Barnes po sezonie ogłosił zakończenie kariery, mimo iż potem jako trener szkockiego Celticu Glasgow zarejestrował siebie jako zawodnika na sezon 1999/2000, to nie rozegrał w barwach tego klubu żadnego meczu.
W trakcie kariery piłkarskiej zyskał pseudonim Digger, na cześć postaci Diggera Barnesa z amerykańskiej opery mydlanej pt. Dallas.

## Kariera reprezentacyjna
John Barnes choć urodził się na Jamajce, nie miał zamiaru grać w reprezentacji Jamajki, tłumacząc swoją decyzję słabym poziomem drużyny Reggae Boyz na arenie światowej i tym samym miał chęć występów na światowym poziomie. Ponieważ kryteria FIFA dotyczące kwalifikacji do reprezentacji pozwalały wszystkim brytyjskim obywatelom reprezentować jedną z brytyjskich reprezentacji (reprezentacja Anglii, reprezentacja Irlandii Północnej, reprezentacja Szkocji, reprezentacja Walii), nawet, jeśli nie mieli więzów krwi z Wielką Brytanią. Barnes zdecydował się na grę w reprezentacji Anglii, krajum w którym mieszkał od 12. roku życia, argumentując: „Jedynym powodem, dla którego grałem dla Anglii, było to, że byli pierwszymi, którzy zapytali… czy Szkocja poprosiła [najpierw]… Idź i graj dla Szkocji”.
W latach 1982–1983 rozegrał 3 mecze w reprezentacji Anglii U-21. Debiut zaliczył 21 września 1982 roku w Hvidovre w wygranym 4:1 meczu eliminacyjnym mistrzostw Europy U-21 1984 z reprezentacją Danii U-21, a ostatni mecz w reprezentacji Anglii U-21 rozegrał 26 kwietnia 1983 roku na St James’ Park w Newcastle upon Tyne w wygranym 4:1 meczu eliminacyjnym mistrzostw Europy U-21 1984 z reprezentacją Węgier U-21.
Barnes 28 maja 1983 roku na Windsor Park w Belfaście, zadebiutował w reprezentacji Anglii pod wodzą selekcjonera Bobby’ego Robsona w bezbramkowo zremisowanym meczu z reprezentacją Irlandii Północnej w ramach British Home Championship 1983, zastępując w 69. minucie kolegę z FC Watford – Luthera Blissetta. Luther Blissett był piątym, a Barnes siódmym czarnoskórym reprezentantem Anglii. Reprezentacja Anglii w wyniku braku kwalifikacji na mistrzostwa Europy 1984 we Francji rozgrywała mecze towarzyskie w Ameryce Południowej, gdzie 10 czerwca 1984 roku na Maracanie w Rio de Janeiro w wygranym 2:0 meczu z reprezentacją Brazylii, przedryblował kilku obrońców Canarinhos oraz okrążył Roberta Costę i tym samym w 45. minucie zdobył pierwszą bramkę meczu.
Znalazł się w 23-osobowym składzie na mistrzostwa świata 1986 w Meksyku, na których zagrał w tylko jednym meczu: w ćwierćfinale z reprezentacją Argentyny, rozegranym 22 czerwca 1986 roku na Estadio Azteca w mieście Meksyk, w którym w 75. minucie zastąpił Trevora Stevena przy stanie 2:0 dla drużyny Albicelestes. Już w 81. minucie meczu podał do Gary’ego Linekera (Komentator ze stacji BBC – Barry Davies krzyknął: „Dalej! Biegnij na nich!”), który zdobył gola na 2:1 i takim wynikiem zakończył się ten mecz, który miał kontrowersyjny przebieg z powodu tzw. ręki Boga Diego Maradony. Po meczu Barnes był chwalony za swój występ i wiele pytało, dlaczego nie grał więcej ani w poprzednich meczach. Na następnych turniejach: mistrzostwach Europy 1988 w RFN oraz mistrzostwach świata 1990 we Włoszech był już podstawowym zawodnikiem drużyny Synów Albionu.
Dopiero po turnieju w Meksyku otrzymał brytyjski paszport. W 2008 roku powiedział na ten temat: „Nawet nie wiem, czy angielskie FA nie wiedziało, że się tam nie urodziłem i tam się nie wychowałem… może grałem (dla Anglii) nielegalnie, prawda?”.
Na mistrzostwach Europy 1988 w RFN Barnes rozegrał wszystkie 3 mecze, a Synowie Albionu mający oprócz Barnesa w składzie takich zawodników, jak m.in.: Peter Beardsley, Gary Lineker, Chris Waddle, przegrali wszystkie mecze Grupy 2 (z reprezentacją Irlandii (0:1), z późniejszym mistrzem Europy – reprezentacją Holandii (1:3), z późniejszym wicemistrzem Europy – reprezentacją ZSRR (1:3)), w związku z czym zakończyli udział w fazie grupowej. Mimo tego Bobby Robson pozostał na stanowisku selekcjonera reprezentacji Anglii. Po tragedii na Hillsborough, 15 kwietnia 1989 roku, w której zginęło 96 kibiców The Reds, Barnes uczestniczył w kilku pogrzebach ofiar oraz odwiedzał rannych w szpitalu, rezygnując z udziału w międzypaństwowym turnieju towarzyskim Rous Cup 1989 oraz z udziału w meczu eliminacyjnym mistrzostw świata 1990 z reprezentacją Albanii (5:0), rozegranego na Stadionie Wembley w Londynie.
Przed mistrzostwami świata 1990 we Włoszech, 22 maja 1990 roku w przegranym 1:2 meczu towarzyskim z reprezentacją Urugwaju na Stadionie Wembley w Londynie, zdobył w 51. minucie gola z pół woleja z dośrodkowania Stuarta Pearce’a. Na turnieju we Włoszech wystąpił w 5 pierwszych meczach oraz grał na ataku u boku Gary’ego Linekera. 26 czerwca 1990 roku na Stadio Renato Dall'Ara w Bolonii, w czasie meczu 1/8 finału z reprezentacją Belgii (1:0), doznał kontuzji pachwiny po niesłusznie nieuznanym golu z powodu spalonego. Synowie Albionu zakończyli turniej na 4. miejscu po przegranej 2:1 w meczu o 3. miejsce z reprezentacją Włoch 7 lipca 1990 roku na Stadio San Nicola w Bari.
3 czerwca 1992 roku w Helsinkach podczas meczu towarzyskiego z reprezentacją Finlandii (2:1) doznał kontuzji, w wyniku której w 12. minucie został zastąpiony przez Paula Mersona, a także wykluczyła go z udziału w mistrzostwach Europy 1992 w Szwecji. Kontuzja trwała 5 miesięcy, po czym już nigdy nie odzyskał ogromnej szybkości, która była kluczowym elementem gry Barnesa oraz już nigdy nie wrócił do wysokiej formy, jaką prezentował przez ostatnie lata.
17 lutego 1993 roku w meczu eliminacyjnym do mistrzostw świata 1994 z reprezentacją San Marino na Stadionie Wembley w Londynie został wygwizdany przez angielskich kibiców po słabej grze, mimo wygranej 6:0. Według Barnesa, artykuł w dzienniku Daily Mirror cytował rzekome poparcie Jimmy’ego Greavesa dla reprezentacji Indii Zachodnich w krykiecie oraz kwestionowano lojalność wobec drużyny Synów Albionu, co wpłynęło na buczenie tłumu.
W 1994 roku selekcjoner reprezentacji Anglii – Terry Venables ponownie powołał Barnesa do drużyny Synów Albionu i dzięki dobrej formie znalazł się w szerokiej kadrze na mistrzostwa Europy 1996 w Anglii, jednak w ostatecznym składzie na ten turniej się nie znalazł.
Świetna forma w klubie, zazwyczaj nie znajdywała odzwierciedlenia w reprezentacji Anglii. Bobby Robson opisał przypadek Barnesa jako „największą zagadkę” w jego karierze. W swojej książce pt. „Against All Odds” (1990), opisując swoją Drużynę Marzeń, umieścił Barnesa na ławce oraz był zdumiony jego brakiem konsekwencji. Opisał jako zawodnika „najwyższego kalibru”, jednak czasami nie był w stanie sięgnąć po ten dodatek, gdy on lub kapitan Synów Albionu – Bryan Robson krzyczeli na niego, aby zabrał więcej graczy. Wkrótce Barnes wyznał, iż czuł, że system angielski był „sztywny”, skupiając się na szybkości, agresji i ataku przez środek, a nie cierpliwej, podającej grze. Powiedział również, że może otrzymać piłkę zaledwie sześć lub siedem razy w meczu, podczas gdy w FC Liverpoolu może otrzymać ją więcej niż dwadzieścia razy, i miał więcej swobody za kadencji Kenny’ego Dalglisha, który nie prosił go, aby cały czas pozostawał na lewym skrzydle. Anglia również miała wtedy zupełnie inny system niż The Reds, który był znacznie bardziej swobodny, a później powiedział, że aby wydobyć z niego to, co najlepsze, potrzebowaliby systemu podobnego do tego stosowanego przez Kenny’ego Dalglisha. Cytował także Glenna Hoddle’a i Chrisa Waddle’a jako zawodników, u których czuł, że Anglia nie jest w stanie wydobyć z tego wszystkiego, co najlepsze. Gazety sugerowały, że słabe występy w reprezentacji Anglii były wynikiem dyscypliny wychowawczej na Jamajce w rodzinie wojskowej oraz pogłosek o pobiciu przez rodziców jako dziecka.
John Barnes ostatni mecz w reprezentacji Anglii rozegrał 6 września 1995 roku na Stadionie Wembley w Londynie z bezbramkowo zremisowanym meczu towarzyskim z reprezentacją Kolumbii, w którym ekstrawertyczny bramkarz Los Cafeteros – René Higuita obronił strzał Jamiego Redknappa, wykonując sztuczkę tzw. „Kopnięcie skorpiona”.
W 1999 roku Tony Adams umieścił Barnesa w swojej Drużynie Marzeń Reprezentacji Anglii w swojej książce pt. Addicted, powołując się na to, że Barnes „umiał podawać, poruszać się, dryblować, miał ruch w stylu brazylijskim… czego chcieć więcej?” Poparł również pogląd Barnesa, że Anglia czasami używała sztywnych systemów.

## Kariera trenerska

### Celtic Glasgow
John Barnes 10 czerwca 1999 roku został trenerem szkockiego Celticu Glasgow, gdzie wówczas dyrektorem sportowym był były klubowy kolega i trener z FC Liverpoolu – Kenny Dalglish. Po nominacji trenerskiej zarejestrował się w klubie jako zawodnik, jednak nie rozegrał żadnego meczu w barwach klubu. Został zwolniony 10 lutego 2000 roku po sensacyjnej przegranej 8 lutego 2000 roku 3:1 meczu u siebie z klubem Scottish Football League First Division – Inverness Caledonian Thistle w ramach Pucharu Szkocji. Nagłówka gazeta brzmiała: „Super Caley idzie balistycznie, Celtic są okropni”. Kenny Dalglish przejął obowiązki trenera do końca sezonu 1999/2000, mimo wicemistrzostwa Szkocji oraz triumfu w Pucharze Ligi Szkockiej po wygranej 19 marca 2000 roku na Hampden Park w Glasgow w finale 2:0 z FC Aberdeen, kontrakt z Kennym Dalglishem nie został przedłużony i tym samym został zastąpiony przez Martina O’Neilla.

### Reprezentacja Jamajki
Barnes we wrześniu 2008 roku rozpoczął negocjacje z Jamaica Football Federation (Jamajska Federacja Piłkarska) dotyczące przejęcia przez niego funkcji selekcjonera reprezentacji Jamajki, a 16 września został oficjalnie ogłoszony nowym selekcjonerem drużyny Reggae Boyz, a jego asystentem został Mike Commane. Doprowadził drużynę Reggae Boyz do triumfu w Pucharze Karaibów 2008 po wygranej 14 grudnia 2008 roku na Independence Park w Kingston w finale 2:0 z reprezentacją Grenady, kwalifikując się tym samym do Złotego Pucharu CONCACAF 2009 w Stanach Zjednoczonych.
W lutym 2009 roku w wywiadzie z telewizją Sky Sports wyznał, że chciałby wrócić do renowania klubu, jeśli nadarzy się taka okazja. W maju 2009 roku doniesiono, że Barnes skontaktował się z klubem League Two – Port Vale, gdzie miałby zastąpić Deana Glovera. Ostatecznie nie doszło do porozumienia w sprawie zatrudnienia Barnesa w klubie, jednak 14 czerwca 2009 roku Barnes potwierdził, że ma zostać trenerem w innym klubie League Two – Tranmere Rovers.

### Tranmere Rovers
15 czerwca 2009 roku Barnes został oficjalnie ogłoszony trenerem Tranmere Rovers, a jego asystentem został Jason McAteer. Klub pod wodzą Barnesa wygrał tylko 3 z 12 meczów, a Barnes został zwolniony 6 października 2009 roku, po przegranej 30 września 2009 roku 5:0 z FC Millwall. Kilka dni później klub ogłosił swoją upadłość, argumentując tę decyzję sprawami technicznymi: „Kwestia upadłości to nadzór podatkowy, którym się zajmujemy”, a twierdzenia Barnesa na ten temat okazały się prawdziwe i tym samym jego nakaz bankructwa został zniesiony.

## Statystyki

### Klubowe
| Klub               | Sezon              | Liga                    | Liga  | Liga | Puchar Anglii | Puchar Anglii | Puchar Ligi Angielskiej | Puchar Ligi Angielskiej | UEFA  | UEFA | Łącznie | Łącznie |
| Klub               | Sezon              | Liga                    | Mecze | Gole | Mecze         | Gole          | Mecze                   | Gole                    | Mecze | Gole | Mecze   | Gole    |
| ------------------ | ------------------ | ----------------------- | ----- | ---- | ------------- | ------------- | ----------------------- | ----------------------- | ----- | ---- | ------- | ------- |
| FC Watford         | 1981/1982          | Second Division         | 36    | 13   | 3             | 0             | 5                       | 1                       | 0     | 0    | 44      | 14      |
| FC Watford         | 1982/1983          | First Division          | 42    | 10   | 4             | 1             | 3                       | 0                       | 4     | 2    | 53      | 13      |
| FC Watford         | 1983/1984          | First Division          | 39    | 11   | 7             | 4             | 2                       | 1                       | 6     | 0    | 54      | 16      |
| FC Watford         | 1984/1985          | First Division          | 40    | 12   | 2             | 0             | 5                       | 3                       | 0     | 0    | 47      | 15      |
| FC Watford         | 1985/1986          | First Division          | 39    | 9    | 8             | 3             | 3                       | 1                       | 0     | 0    | 50      | 13      |
| FC Watford         | 1986/1987          | First Division          | 37    | 10   | 7             | 3             | 3                       | 1                       | 1     | 0    | 48      | 14      |
| Łącznie            | Łącznie            | Łącznie                 | 233   | 65   | 31            | 11            | 21                      | 7                       | 11    | 2    | 296     | 85      |
| FC Liverpool       | 1987/1988          | First Division          | 38    | 15   | 7             | 2             | 3                       | 0                       | 0     | 0    | 48      | 17      |
| FC Liverpool       | 1988/1989          | First Division          | 33    | 8    | 6             | 3             | 3                       | 2                       | 0     | 0    | 42      | 13      |
| FC Liverpool       | 1989/1990          | First Division          | 34    | 22   | 8             | 5             | 2                       | 1                       | 0     | 0    | 44      | 28      |
| FC Liverpool       | 1990/1991          | First Division          | 35    | 16   | 7             | 1             | 2                       | 0                       | 0     | 0    | 44      | 17      |
| FC Liverpool       | 1991/1992          | First Division          | 12    | 1    | 4             | 3             | 0                       | 0                       | 1     | 0    | 17      | 4       |
| FC Liverpool       | 1992/1993          | Premier League          | 27    | 5    | 2             | 0             | 2                       | 0                       | 0     | 0    | 31      | 5       |
| FC Liverpool       | 1993/1994          | Premier League          | 26    | 3    | 2             | 0             | 2                       | 0                       | 0     | 0    | 30      | 3       |
| FC Liverpool       | 1994/1995          | Premier League          | 38    | 7    | 6             | 2             | 6                       | 0                       | 0     | 0    | 50      | 9       |
| FC Liverpool       | 1995/1996          | Premier League          | 36    | 3    | 7             | 0             | 3                       | 0                       | 4     | 0    | 50      | 3       |
| FC Liverpool       | 1996/1997          | Premier League          | 35    | 4    | 2             | 0             | 3                       | 0                       | 7     | 3    | 47      | 7       |
| Łącznie            | Łącznie            | Łącznie                 | 314   | 84   | 51            | 16            | 26                      | 3                       | 12    | 3    | 403     | 106     |
| Newcastle United   | 1997/1998          | Premier League          | 26    | 6    | 5             | 0             | 3                       | 0                       | 5     | 1    | 39      | 7       |
| Newcastle United   | 1998/1999          | Premier League          | 1     | 0    | 0             | 0             | 0                       | 0                       | 0     | 0    | 1       | 0       |
| Łącznie            | Łącznie            | Łącznie                 | 27    | 6    | 5             | 0             | 3                       | 0                       | 5     | 1    | 40      | 7       |
| Charlton Athletic  | 1998/1999          | Premier League          | 12    | 0    | 0             | 0             | 0                       | 0                       | 0     | 0    | 12      | 0       |
| Łącznie            | Łącznie            | Łącznie                 | 12    | 0    | 0             | 0             | 0                       | 0                       | 0     | 0    | 12      | 0       |
| Celtic Glasgow     | 1999/2000          | Scottish Premier League | 0     | 0    | 0             | 0             | 0                       | 0                       | 0     | 0    | 0       | 0       |
| Łącznie            | Łącznie            | Łącznie                 | 0     | 0    | 0             | 0             | 0                       | 0                       | 0     | 0    | 0       | 0       |
| Łącznie w karierze | Łącznie w karierze | Łącznie w karierze      | 586   | 155  | 87            | 27            | 50                      | 10                      | 28    | 6    | 751     | 198     |

### Reprezentacyjne
| Reprezentacja | Rok     | Mecze | Gole |
| ------------- | ------- | ----- | ---- |
| Anglia U-21   | 1982    | 2     | 0    |
| Anglia U-21   | 1983    | 1     | 0    |
| Łącznie       | Łącznie | 3     | 0    |
| Anglia        | 1983    | 6     | 0    |
| Anglia        | 1984    | 9     | 3    |
| Anglia        | 1985    | 9     | 0    |
| Anglia        | 1986    | 5     | 0    |
| Anglia        | 1987    | 5     | 3    |
| Anglia        | 1988    | 9     | 0    |
| Anglia        | 1989    | 6     | 3    |
| Anglia        | 1990    | 11    | 1    |
| Anglia        | 1991    | 5     | 0    |
| Anglia        | 1992    | 2     | 0    |
| Anglia        | 1993    | 6     | 1    |
| Anglia        | 1994    | 3     | 0    |
| Anglia        | 1995    | 3     | 0    |
| Łącznie       | Łącznie | 79    | 11   |

### Gole w reprezentacji
| Lp.    | Data       | Stadion                      | Przeciwnik | Wynik  | Turniej           |
| Anglia | Anglia     | Anglia                       | Anglia     | Anglia | Anglia            |
| ------ | ---------- | ---------------------------- | ---------- | ------ | ----------------- |
| 1.     | 10.06.1984 | Maracanã, Rio de Janeiro     | Brazylia   | 2:0    | Mecz towarzyski   |
| 2.     | 14.11.1984 | Stadion BJK İnönü, Stambuł   | Turcja     | 8:0    | El. Mundialu 1986 |
| 3.     | 14.11.1984 | Stadion BJK İnönü, Stambuł   | Turcja     | 8:0    | El. Mundialu 1986 |
| 4.     | 14.10.1987 | Stadion Wembley, Londyn      | Turcja     | 8:0    | El. Euro 1988     |
| 5.     | 14.10.1987 | Stadion Wembley, Londyn      | Turcja     | 8:0    | El. Euro 1988     |
| 6.     | 11.11.1987 | Stadion Red Star, Belgrad    | Jugosławia | 4:1    | El. Euro 1988     |
| 7.     | 08.02.1989 | Stadion Olimpijski, Ateny    | Grecja     | 2:1    | Mecz towarzyski   |
| 8.     | 08.03.1989 | Stadiumi Qemal Stafa, Tirana | Albania    | 2–0    | El. Mundialu 1990 |
| 9.     | 03.06.1989 | Stadion Wembley, Londyn      | Polska     | 3:0    | El. Mundialu 1990 |
| 10.    | 22.05.1990 | Stadion Wembley, Londyn      | Urugwaj    | 1:2    | Mecz towarzyski   |
| 11.    | 28.04.1993 | Stadion Wembley, Londyn      | Holandia   | 2:2    | El. Mundialu 1994 |

### Trenerskie
| Klub            | Od         | Do         | Wyniki | Wyniki | Wyniki | Wyniki | Wyniki |
| Klub            | Od         | Do         | M      | Z      | R      | P      | Z%     |
| --------------- | ---------- | ---------- | ------ | ------ | ------ | ------ | ------ |
| Celtic Glasgow  | 10.06.1999 | 10.02.2000 | 29     | 19     | 2      | 8      | 65.52  |
| Jamajka         | 16.09.2008 | 30.06.2009 | 11     | 7      | 4      | 0      | 63.64  |
| Tranmere Rovers | 15.06.2009 | 06.10.2009 | 12     | 3      | 1      | 8      | 25     |
| Łącznie         | Łącznie    | Łącznie    | 52     | 29     | 7      | 16     | 55.77  |

## Sukcesy

### Zawodnicze
FC Watford
- Wicemistrzostwo Anglii: 1983
- Finał Pucharu Anglii: 1984
- Awans do First Division: 1982

FC Liverpool
- Mistrzostwo Anglii: 1988, 1990
- Wicemistrzostwo Anglii: 1989, 1991
- 3. miejsce w Premier League: 1996
- Puchar Anglii: 1989, 1992
- Finał Pucharu Anglii: 1988, 1996
- Puchar Ligi Angielskiej: 1995
- Tarcza Wspólnoty: 1998, 1989, 1990

Newcastle United
- Finał Pucharu Anglii: 1998, 1999

### Trenerskie
Celtic Glasgow
- Wicemistrzostwo Szkocji: 2000

Reprezentacja Jamajki
- Puchar Karaibów: 2008

### Indywidualne
- Piłkarz roku w Anglii według PFA: 1988
- Piłkarz Roku w Anglii według FWA: 1988, 1990
- Drużyna Roku First Division według PFA: 1988, 1990, 1991
- Drużyna Stulecia PFA (1977–1996): 2007
- Galeria Sław Angielskiej Piłki Nożnej: 2005
- Najlepszy lewonożny piłkarz według The Times: 2016
- 5. najlepszy zawodnik w historii FC Liverpoolu według kibiców: 2006
- Piłkarz FC Liverpoolu wszech czasów według FourFourTwo: 2007

### Odznaczenia
- Order Imperium Brytyjskiego: 2005

## Pozostała aktywność

### Muzyka
John Barnes w 1988 roku wykonał rap piosenki pt. „World in Motion” zespołu New Order (1. miejsce oraz 18 tygodni na liście przebojów UK Singles Chart, w tym reedycje w 2002 i 2010 roku, a Barnes otrzymał stałą stawkę 200 funtów brytyjskich i nie otrzymał żadnych opłat licencyjnych), autorstwa Keitha Allena oraz w piosence klubowej FC Liverpoolu pt. „Anfield Rap” (3. miejsce oraz 6 tygodni na liście przebojów UK Singles Chart), wykonując słowa: „Liverpool FC jest twardy jak diabli/ United, Tottenham, Arsenal”, a także w 1996 roku w piosence klubowej FC Liverpoolu pt. „Pass & Move (It's the Liverpool Groove)” (4. miejsce oraz 4 tygodnie na liście przebojów UK Singles Chart).
Rapowa część piosenki pt. „World in Motion” jest najbardziej zapamiętaną częścią oryginalnej piosenki, stając się samodzielną ikoną angielskiej kultury futbolowej, znaną kolejnym pokoleniom angielskich fanów piłki nożnej, którzy nie urodzili się przed 1990 rokiem.

### Telewizja
Współpracował wraz z Ruudem Gullitem w zespole komentatorskim w stacji ITV podczas mistrzostw świata 1998 we Francji oraz był prezenterem w stacji Channel 5, a także prowadził swój program o tematyce piłkarskiej pt. „The John Barnes Show” w klubowej telewizji FC Liverpoolu – LFC TV.
W 2000 roku wraz z Lisą Rogers prowadził program o tematyce piłkarskiej pt. „The Pepsi World Challenge” autorstwa Nathana Careya, emitowany w stacji Channel 5 w Wielkiej Brytanii. Program był edytowany z udziałem lokalnych prezenterów na całym świecie.
W 2001 roku wystąpił w programie pt. „This Is Your Life”, którego prowadzącym był wówczas Michael Aspel.
W październiku 2007 roku wziął udział w 5. edycji programu pt. „Strictly Come Dancing” (Taniec z gwiazdami), w którym jego partnerką taneczną była Nicole Cutler. Zakończyli swój udział na 7. miejscu. Barnes był także pierwszym męskim celebrytą, który otrzymał od jurorów programu maksymalną notę (10 punktów) za wykonanie salsy.
Jako ambasador Save the Children pojawił się w kilku programach w celu promowania swojej działalności charytatywnej, w tym w lutym 2009 roku w programie pt. „Soccer AM” wykonując rap piosenki pt. „World in Motion” zespołu New Order oraz parodię meczu Puchar Anglii 2008/2009 Evertonu Liverpool z FC Liverpoolem, rozegranego tydzień wcześniej, z rutyną Barnesa „Mistrz świata do lat 11 w kręceniu batutą” pominiętą przez pozorowane reklamy. W 2001 roku Barnes pojawił się w programie pt. „Blankety Blank Lily Savage”.
Był także ekspertem w stacji ESPN Pucharu Anglii 2009/2010 oraz w południowoafrykańskiej stacji SuperSport Ligi Mistrzów 2010/2011.
Pojawił się także gościnnie w 10. odcinku 6. serii serialu pt. „Waterloo Road”, wyemitowanego w stacji BBC One, 27 października 2010 roku.
15 grudnia 2011 roku pojawił się w programie pt. „Russell Howard's Good News” jako tajemniczy gość w przebraniu za Świętego Mikołaja i wraz z prowadzącym wykonał swój słynny rap piosenki pt. „World in Motion” zespołu New Order.
17 października 2012 roku pojawił się w 9. odcinku 9. serii programu pt. „Who Do You Think You Are?” (Sekrety rodzinne).
22 czerwca 2016 roku, dzień przed referendum w Wielkiej Brytanii dotyczące wyjścia tego państwa z Unii Europejskiej, wyznał, iż popiera członkostwo tego kraju w Unii Europejskiej, mimo twierdzeń Michaela Gove’a, jakoby Barnes chciał wyjścia Wielkiej Brytanii z tej organizacji.
W styczniu 2018 roku wystąpił w 21. serii reality show pt. „Celebrity Big Brother”.
21 lutego 2019 roku był gościem programu pt. „Question Time”, w którym komentował rasizm oraz dyskryminację społeczną.

### Sport
W 2007 roku, po 7 latach przerwy wrócił do piłki nożnej. Prowadził na Karaibach warsztaty trenerskie dla młodych zawodników, z możliwością dołączenia przez nich po ich zakończeniu do klubu Premier League – AFC Sunderland.
Wraz z Lutherem Blissettem oraz Les Ferdinandem założył zespół wyścigowy – Team48 Motorsport, mający na celu promowanie młodych kierowców wyścigowych afrykańsko-karaibskiego pochodzenia. W 2008 roku zespół miał wystartować w wyścigu British Touring Car Championship 2008, w którym na samochodach Alfa Romeo mieli jeździć biały Jamajczyk – Matthew Gore oraz 18-letni wówczas czarnoskóry Brytyjczyk – Darell Wilson. Jednak ostatecznie zespół nie wystartował w żadnym z wyścigów.
Barnes zasugerował, że kontrowersyjna reguła Rooneya stosowana w amerykańskiej lidze futbolu amerykańskiego – National Football League, która wymaga od klubów tej ligi przesłuchiwania kandydatów na trenerów tych klubów, powinna zostać przyjęta także w Premier League.

## Rasizm
John Barnes w czasie kariery piłkarskiej często był obiektem wyzwisk rasistowskich. We wczesnych latach w Anglii wraz z Markiem Chamberlainem był narażony ze strony grup rasistowskich. Barnes w czerwcu 1984 roku w czasie podróży powrotnej z Ameryki Południowej z międzypaństwowych meczów towarzyskich, był maltretowany przez zwolenników ruchu National Front, której członkowie twierdzili, że Reprezentacja Anglii 10 czerwca 1984 roku na Maracanie w Rio de Janeiro wygrała z reprezentacją Brazylii 1:0, ponieważ według nich gol Barnesa „nie liczył się”.
W 1987 roku po podpisaniu kontraktu z FC Liverpooleem Barnes był drugim czarnoskórym zawodnikiem w historii klubu, po Howardzie Gayle, który zagrał w 5 meczach klubu, w których zdobył 1 gola na początku lat 80. oraz często był narażony na nadużycia na tle rasowym ze strony kibiców, a nawet zawodników z drużyn przeciwnych. Barnes podczas jednego ze swoich pierwszych meczów w klubie nie został obsłużony przez właścicielkę klubowej kawiarni, a ten zażartował na ten temat, pytając beztrosko: „Czy to dlatego, że Jestem czarny?”. Powiedział również, że kibice The Reds napisali do niego list z prośbą o niedołączanie się do ich klubu.
Barnes był również maltretowany z powodu koloru skóry zarówno przez klubowych kolegów, jak i zawodników drużyn przeciwnych. Barnes nawet donosił, iż podsłuchiwał swoich klubowych kolegów, którzy wygłaszali swoje uwagi dotyczące czarnoskórych zawodników drużyn przeciwnych. Barnes był również maltretowany przez kibiców Evertonu Liverpool podczas derbów Merseyside na Anfield Road, a ówczesny prezes The Toffees – Philip Carter wyparł się tych kibiców, nazywając ich „szumowinami”, a podczas jednego z takich meczów na Goodison Park zrobiono mu zdjęcie, jak po pierwszej połowie wrzucono w jego kierunku banana. Podobnych przypadków doświadczał grając jeszcze w barwach FC Watford.

## Życie prywatne
John Barnes z pierwszą żoną Suzy ma dwóch synów: Jamiego i Jordana oraz dwie córki: Jemmę i Jasmine. Natomiast z drugą żoną Andreą ma dwie córki: Isabellę i Tię oraz syna Alexandra.